# 飛鏢彈
飛鏢彈（英語：Flechette）或稱鏢彈、箭形彈，是一種有如箭羽般的尾部來穩定飛行的尖銳鋼製投射物。其名稱來自法文的「fléchette」，義為飛鏢、小箭。於2022年俄烏戰爭中，俄軍有使用此武器。

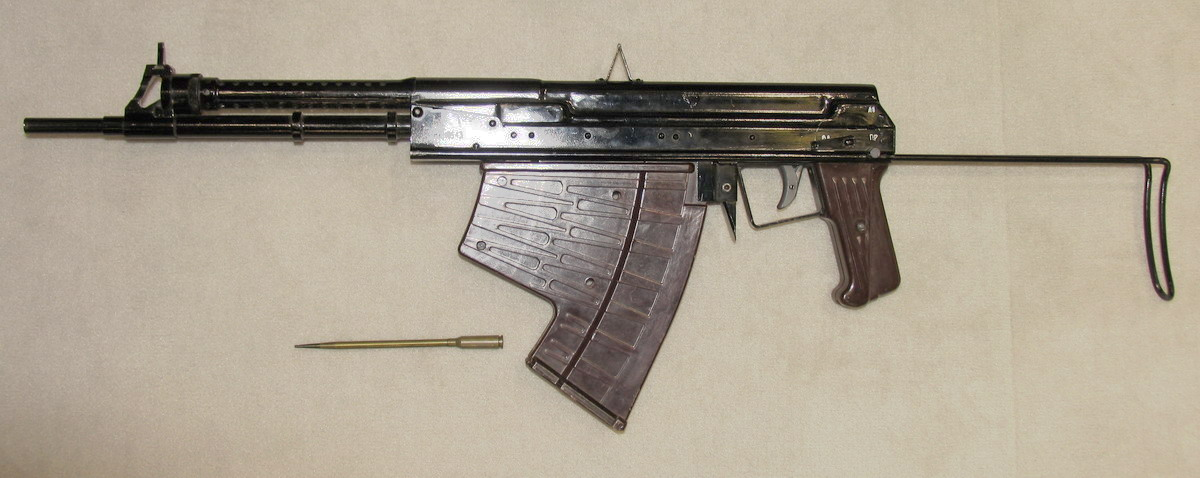
發射鏢彈的APS水下突擊步槍。

## 外部連結
- Small arms rocket MultiFlechette Weapon" (MFW) / ARROW - "Advanced Recoilless ROcket Weapon" （页面存档备份，存于）
- （页面存档备份，存于）